# Sam Kinison
Samuel Burl Kinison (Yakima, 8 de diciembre de 1953 - Needles, 10 de abril de 1992) fue un actor y comediante estadounidense reconocido por sus intensas rutinas de stand up comedy y por su aparición en las películas Back to School, ¡Tres Amigos! y Pauly Shore is Dead (está última, doce años tras su muerte lo que es digno de mención).
El viernes 10 de abril de 1992, Kinison falleció a la edad de 38 años en un accidente de tránsito en una vía al noroeste de Needles, California, donde se vio involucrado Troy Pierson, un joven de 17 años que conducía una camioneta en estado de ebriedad. En el momento de la colisión, Kinison estaba viajando a Laughlin, Nevada, para actuar en un espectáculo con todas las entradas agotadas.

## Discografía
- Louder Than Hell (1986)
- Have You Seen Me Lately? (1988)
- Leader of the Banned (1990)
- Live from Hell (1993)

## Filmografía

### Cine
- Savage Dawn (1985)
- Back to School (1986)
- ¡Tres Amigos! (1986)
- Pauly Shore is Dead (2004, imágenes de archivo)

### Televisión
- Saturday Night Live (1985–1986)
- Rodney Dangerfield: It's Not Easy Bein' Me (1986)
- Rodney Dangerfield: Opening Night at Rodney's Place (1989)
- Married... with Children (1989)
- Tales from the Crypt (1990)
- Charlie Hoover (1991)
- In Living Color (1991)
- Fox New Year's Eve Live: 1992 (1992)